# Laticauda
Sous-famille
Genre
Synonymes
- Pseudolaticauda Kharin, 1984
- Platurus Latreille, 1801[1]
- Platurus Manoncourt & Latreille, 1802[2]
- Platyurus Agassiz, 1846[2]

Laticauda, unique représentant de la sous-famille des Laticaudinae, est un genre de serpents marin de la famille des Elapidae. En français ils sont nommés platures ou tricots rayés.

## Répartition

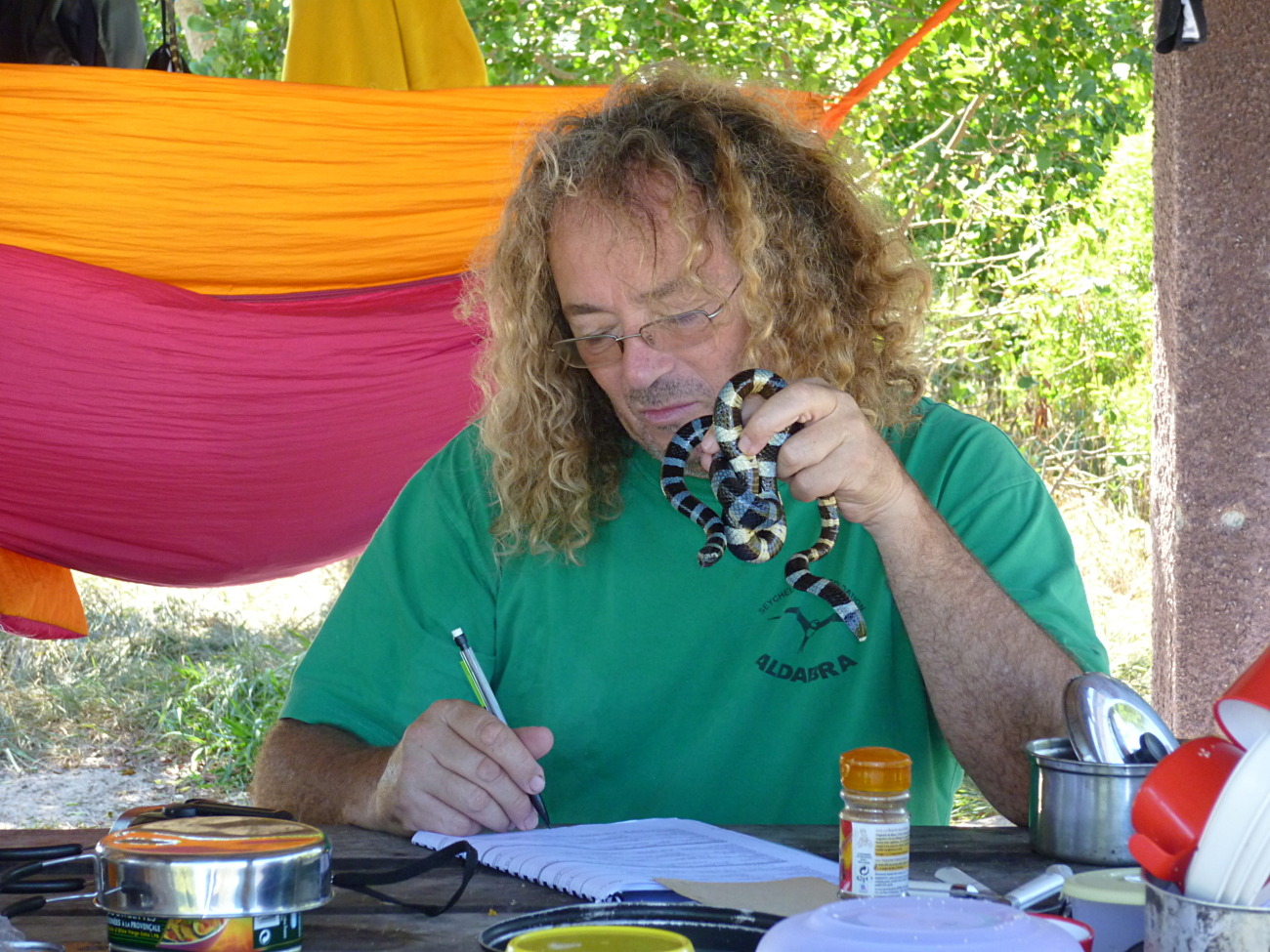
Luc Fougeirol participant à une étude menée par le CNRS sur les tricots rayés de Nouvelle Calédonie : ces serpents sont extrêmement venimeux mais ne sont pas agressifs.

Les espèces de ce genre se rencontrent dans le nord de l'océan Indien et dans l'ouest de l'océan Pacifique, dans les eaux de l'Asie du sud-est, de l'Australie et des Fidji.
Les tricots rayés sont des serpents extrêmement abondants, en particulier sur l'île de Kalampunian Damit (en) au large de Bornéo où le baigneur peut en voir et compter plus de 200 en une heure.

## Description
Ce sont des serpents venimeux reconnaissable à l'alternance de larges anneaux noirs sur un corps clair (mais il existe aussi d'autres serpents pélagiques qui ont adopté une livrée proche qui alterne anneaux clairs et foncés).
Ils chassent surtout le soir et la nuit dans l'eau ; ils se nourrissent principalement de murènes et de gobies et exclusivement dans l'eau près des côtes, des îlots et des mangroves. Ils reviennent sur la terre ferme pour se reposer et accomplir leur cycle biologique (mue ; reproduction ovipare le soir ou sous la pluie avec dépôt de 4 à 20 œufs oblongues dans un trou creusé dans sable de la plage, éclosion après environ 100 jours d'incubation et naissance de serpenteaux de près de 30 cm autonomes immédiatement ; pour la digestion et pour dormir ; pour boire de l'eau…). 
Leur venin neurotoxique est extrêmement puissant, mais ils ne sont absolument pas agressifs envers les humains. Les croiser en pleine eau ne représente aucun risque pour le baigneur et ils ne mordront que s'ils sont passablement provoqués : en conséquence, les accidents sont rarissimes, ne concernant que quelques pêcheurs les trouvant pris dans leur filet ou quelques baigneurs les agressant en voulant les saisir, et ne sont presque jamais mortels. En cas de morsure, il faut toutefois rapidement se faire soigner à l'hôpital. En effet, le venin étant extrêmement toxique et mortel pour l'homme, l'utilisation d'un sérum antivenimeux est primordial et il y a parfois besoin d'assistance respiratoire (bouche-à-bouche…).

## Liste des espèces
Il y a actuellement huit espèces de tricots rayés recensées. Souvent confondues, elles se différencient par le nombre de bandes, par des variations de couleurs, par le dessin sur la tête et par la répartition géographique.
Selon The Reptile Database (19 avril 2020) et World Register of Marine Species (19 avril 2020) :
- Laticauda colubrina (Schneider, 1799)
- Laticauda crockeri Slevin, 1934
- Laticauda frontalis (De Vis, 1905)
- Laticauda guineai Heatwole, Busack & Cogger, 2005
- Laticauda laticaudata (Linnaeus, 1758)
- Laticauda saintgironsi Cogger & Heatwole, 2005
- Laticauda schistorhynchus (Günther, 1874)
- Laticauda semifasciata (Reinwardt, 1837)

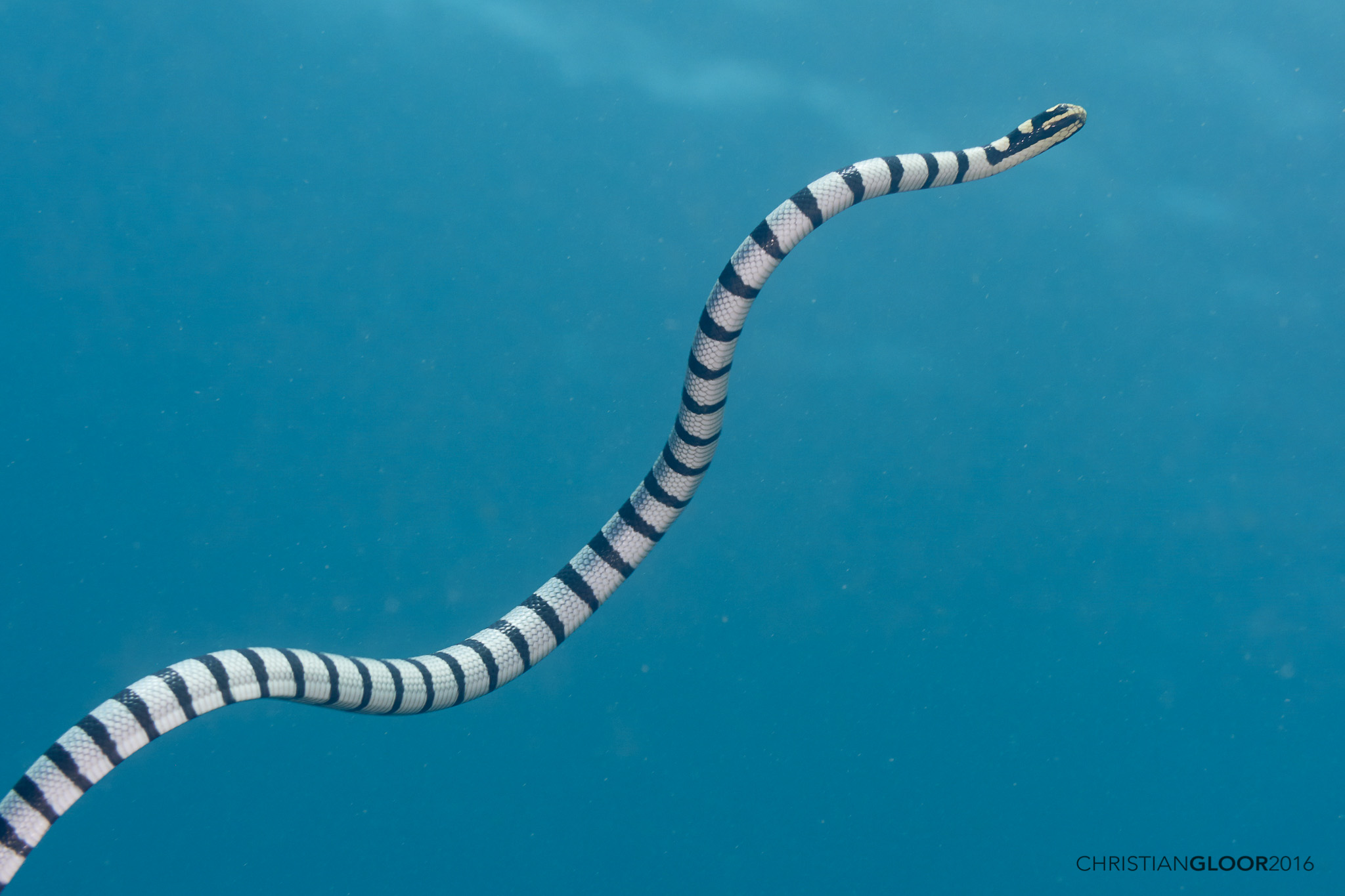
Laticauda colubrina
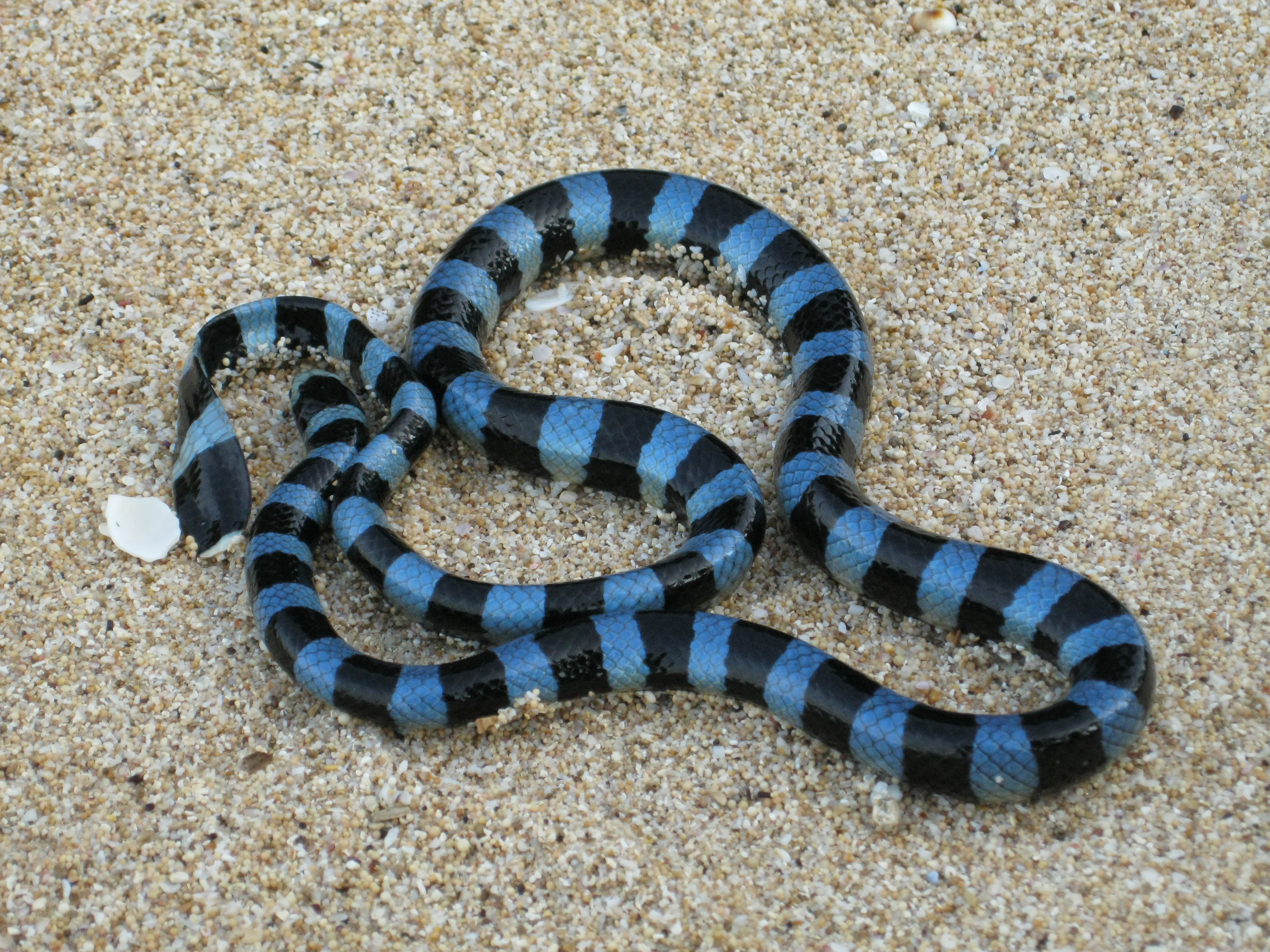
Laticauda laticaudata
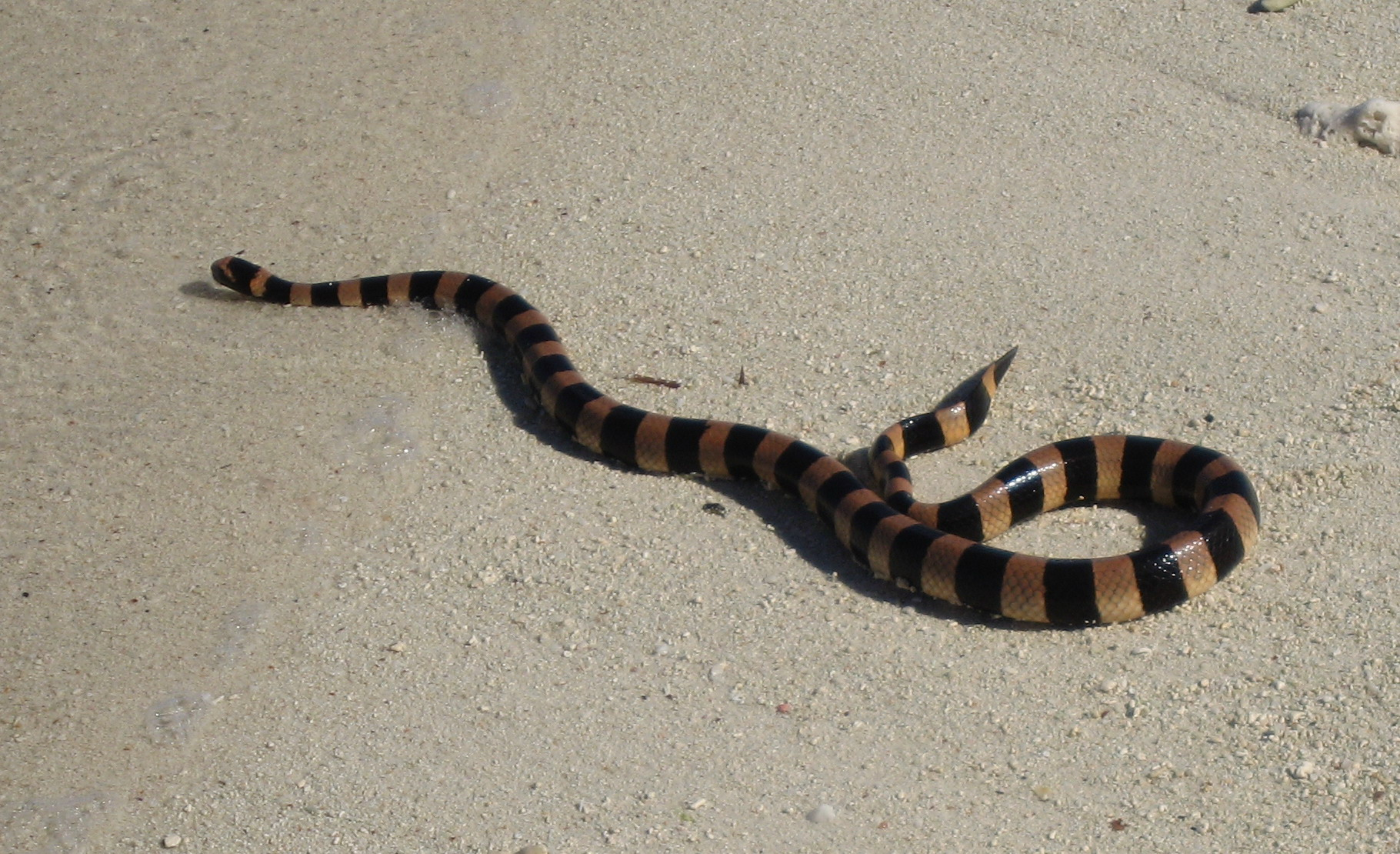
Laticauda saintgironsi
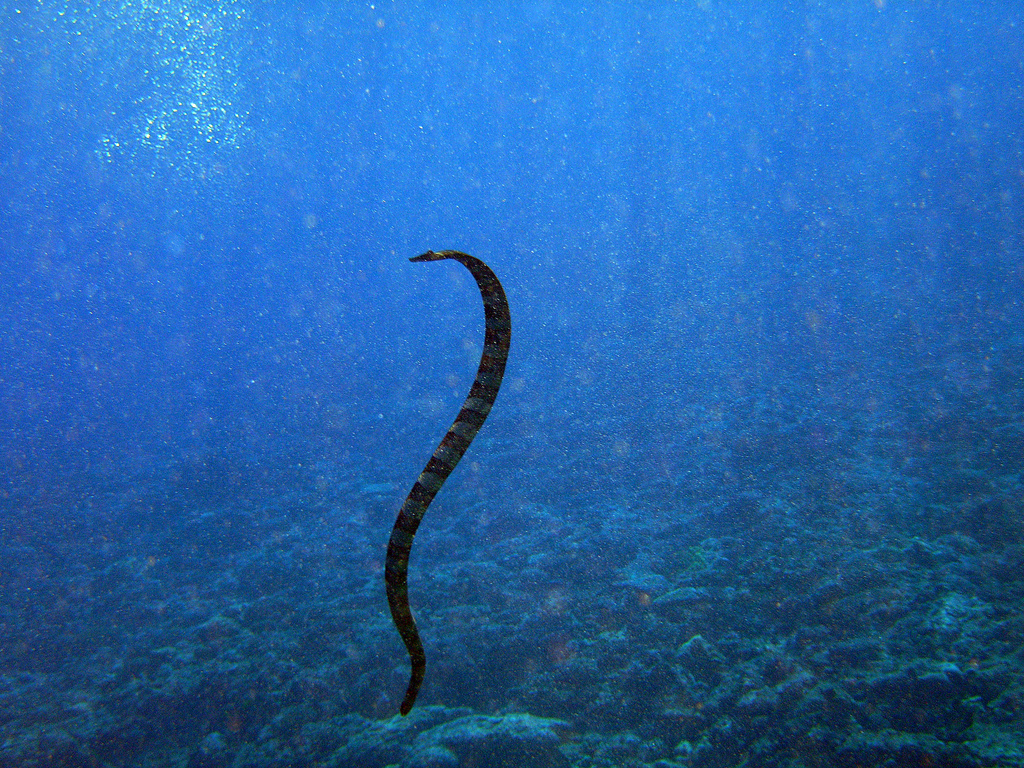
Laticauda schistorhynchus

## Publication originale
- Laurenti, 1768 : Specimen medicum, exhibens synopsin reptilium emendatam cum experimentis circa venena et antidota reptilium austriacorum, Vienna Joan Thomae, p. 1-217 (texte intégral).